# 坂村吉正
坂村 吉正（さかむら よしまさ、1913年6月19日 - 1983年6月2日）は、日本の政治家、農林水産官僚。衆議院議員（4期）。

## 略歴
群馬県出身。群馬県立館林中学校、第一高等学校文科、東京帝国大学法学部卒業。
1958年の北西太平洋日ソ漁業委員会第二回会議に水産庁生産部長として参加。農林省農林経済局長を経て、1963年の第30回衆議院議員総選挙群馬2区から自由民主党公認で立候補し、初当選。以後4期連続当選。1967年、米価審議会委員。1968年1月、衆議院農林水産委員会理事。同年11月、第2次佐藤第2次改造内閣防衛政務次官。1976年の第34回衆議院議員総選挙に立候補せず、政界から引退する。
1983年6月2日、死去。69歳没。同月7日、特旨を以て位四級を追陞され、死没日付で正四位勲二等に叙され、瑞宝章を追贈された。

## 元秘書
- 谷津義男（前衆議院議員、第2次森内閣農林水産大臣）
- 安楽岡一雄（館林市長）